# IC 4161
IC 4161 ist eine linsenförmige Galaxie vom Hubble-Typ S0 im Sternbild Jagdhunde am Nordsternhimmel, die schätzungsweise 438 Millionen Lichtjahre von der Milchstraße entfernt ist.
Das Objekt wurde am 21. März 1903 von Max Wolf entdeckt.